# Кросненский повет (Подкарпатское воеводство)
Кросненский повет (пол. Powiat krośnieński) — повет (район) в Польше, входит как административная единица в Подкарпатское воеводство. Центр повета — город Кросно (в состав повета не входит). Занимает площадь 923,79 км². Население — 111 936 человек (на 30 июня 2015 года).

## Административное деление
- города: Дукля, Ивонич-Здруй, Едличе, Рыманув
- городско-сельские гмины: Гмина Дукля, Гмина Ивонич-Здруй, Гмина Едличе, Гмина Рыманув
- сельские гмины: Гмина Хоркувка, Гмина Корчина, Гмина Кросценко-Выжне, Гмина Мейсце-Пястове, Гмина Вояшувка

## Демография
Население повета дано на 30 июня 2015 года.
| Перепись            | Всего   | Мужчины | Женщины |
| ------------------- | ------- | ------- | ------- |
| Всего               | 111 936 | 55 074  | 56 862  |
| Городское население | 13 434  | 6502    | 6932    |
| Сельское население  | 98 502  | 48 572  | 49 930  |